# Burajr
Burajr (arab. برير) – nieistniejąca już arabska wieś, która była położona w Dystrykcie Gazy w Mandacie Palestyny. Wieś została wyludniona i zniszczona podczas wojny domowej w Mandacie Palestyny, po ataku żydowskiej organizacji paramilitarnej Hagana w dniu 12 maja 1948.

## Położenie
Burajr leżała na północno-zachodnim skraju pustyni Negew. Według danych z 1945 do wsi należały ziemie o powierzchni 46 184 ha. We wsi mieszkało wówczas 2 740 osób.
| własność gruntów | powierzchnia gruntów (hektary) |
| ---------------- | ------------------------------ |
| Arabowie         | 44 220                         |
| Żydzi            | 618                            |
| publiczne        | 1 346                          |
| Razem            | 46 184                         |

| Rodzaj użytkowanych gruntów | Arabowie (hektary) | Żydzi (hektary) |
| --------------------------- | ------------------ | --------------- |
| uprawy nawadniane           | 409                | 0               |
| uprawy zbóż                 | 43 328             | 617             |
| nieużytki                   | 1 699              | 1               |
| zabudowane                  | 130                | 0               |

## Historia
Historia Burajr sięga I wieku p.n.e., kiedy to Izraelici utworzyli miasto o nazwie Beror Hajil. W okresie panowania rzymskiego zmieniono jego nazwę na Buriron. W VII wieku muzułmanie zmienili nazwę na Burajr. W 1596 mieszkańcy wsi płacili podatki pszenicą, jęczmieniem, owocami, kozami i miodem.
Podczas I wojny światowej wieś Burajr znalazła się w rejonie walk toczonych pomiędzy Brytyjczykami a Turkami o Palestynę. W dniu 9 listopada 1917 do wsi wkroczyły wojska brytyjskie. Po przegrupowaniu sił Brytyjczycy wyprowadzili stąd natarcia w kierunku na Jafę i Jerozolimę. W okresie panowania Brytyjczyków Burajr była rozbudowywana. Wybudowano meczet i młyn. W 1920 otworzono szkołę podstawową dla chłopców, a następnie drugą szkołę dla dziewcząt. Ważnym momentem dla lokalnej gospodarki było odkrycie w 1940 przez Iraq Petroleum Company złóż ropy naftowej w okolicach wioski. Odwierty zakończyły się powodzeniem.
Podczas wojny domowej w Mandacie Palestyny w listopadzie i grudniu 1947 mieszkańcy wsi blokowali drogi zaopatrzenia prowadzące do żydowskich osiedli na pustyni Negew. Z tego powodu, w dniu 29 stycznia 1948 siły żydowskiej organizacji paramilitarnej Hagany podjęły próbę zajęcia wioski. Żołnierze byli wspierani przez pięć pojazdów opancerzonych, nie zdołali jednak wkroczyć do Burajr. W dniu 14 lutego żydowski konwój podjął próbę przejechania przez wieś, jednak po wymianie ognia musiał się wycofać. W następnych dniach mieszkańcy Burajr wznieśli barykadę, całkowicie blokując przejazd przez wieś. Interweniowały wówczas siły brytyjskiej policji mandatowej, zmuszając Arabów do rozebrania wzniesionej barykady.
W dniu 20 kwietnia 1948 żydowscy weterani wojenni założyli na pobliskim wzgórzu nowy kibuc Beror Chajil. Pomimo częstych incydentów zbrojnych kibuc przetrwał, a jego obronę wzmocniono żołnierzami Palmach. 12 maja żydowscy żołnierze zaatakowali i zdobyli wieś Burajr. Istnieją relacje mówiące, że podczas zdobywania wioski doszło do masakry ludności arabskiej. Wszyscy mieszkańcy uciekli następnie do Strefy Gazy. Wszystkie domy zostały wyburzone.

## Miejsce obecnie
Na gruntach należących do Burajr powstały w 1950 moszawy Telamim i Chelec.
Palestyński historyk Walid Chalidi, tak opisał pozostałości wioski Burajr: „Można zobaczyć pozostałości domów, w tym nieistniejące części cementowej ściany. Przy wejściu do jednego z domów rosną drzewa eukaliptusowe. Niektóre ulice wsi wciąż są widoczne”.